# Атапума, Дарвин
Джон Да́рвин Атапу́ма Урта́до (исп. Jhon Darwin Atapuma Hurtado; род. 15 января 1988, Тукеррес) — колумбийский профессиональный шоссейный велогонщик, выступающий с 2019 года за команду «Cofidis, Solutions Crédits».

## Карьера
Первый профессиональный успех пришёл к Дарвину Атапуме в двадцатилетнем возрасте, когда он в составе любительской команды Orgullo Paisa первенствовал на чемпионате Колумбии, который проходил в городе Кали. Этот успех сразу принес Дарвину профессиональный контракт с главной колумбийской командой — Colombia es Pasion. В первый профессиональный год колумбиец выиграл пересеченный этап канадской недельной гонки Tour de Beauce, в общем зачете которой он замкнул тройку лучших. Год спустя он замкнул шестерку на традиционно горном Туре Колумбии.
Следующий крупный успех пришёл к колумбийцу в апреле 2012 года. На престижной гонке Джиро Трентино он выиграл горный этап в финишем в Пассо Пордои, оставив позади себя таких знаменитых горовосходителей как Иван Бассо, Доменико Поццовиво и Микеле Скарпони. В конце сезоне, на чемпионате Колумбии, который на этот раз проходил в Попаяне Атапума завоевал бронзовую награду.
В 2013 году колумбийская команда была приглашена на Джиро, где Атапума стал одним из главных действующих лиц в своей команде. Несколько раз он предпринимал горные атаки, став 18-м в общем зачете и четвёртым в зачете лучшего молодого гонщика. Летом, на ещё одной гонке Мирового Тура — на Туре Польши Дармин выиграл первый в карьере этап гонки мирового Тура, обойдя на финишной прямой француза Кристофа Риблона. В общем зачете польской многодневки колумбиец замкнул вторую десятку сильнейших, а в горной номинации стал вице-чемпионом.

## Достижения
2007
6-й - Вуэльта Эквадора
1-й на этапах 2 и 8
2008
1-й  - Чемпионат Колумбии в групповой гонке
2009
3-й - Тур де Бос
1-й на этапе 3
6-й - Кубок наций Долины Сагеней
2010
6-й - Вуэльта Колумбии
8-й - Trofeu Cidade da Guarda
9-й - Тур де л’Авенир
2011
9-й - Тур де л’Авенир
2012
3-й - Чемпионат Колумбии в групповой гонке
8-й - Джиро дель Трентино
1-й на этапе 4
9-й - Вуэльта Португалии
10-й - Вуэльта Колумбии
10-й - Giro di Padania
2013
1-й на этапе 6 - Тур Польши
6-й - Тур Словении
6-й - Тур Турции
2014
9-й - Тур Сан-Луиса
2015
1-й на этапе 1(ТТТ) - Вуэльта Испании
7-й - Вуэльта Каталонии
2016
1-й на этапе 5 - Тур Швейцарии
4-й - Тур Юты
9-й - Джиро д’Италия
2017
4-й - Чемпионат Колумбии в групповой гонке

### Гранд-туры
| Гранд-тур       | 2014 | 2015 | 2016 | 2017 | 2018 |
| --------------- | ---- | ---- | ---- | ---- | ---- |
| Джиро д’Италия  | —    | 16   | 9    | —    | 61   |
| Тур де Франс    | НФ   | —    | —    | 41   | 69   |
| Вуэльта Испании | —    | 56   | 32   | 20   | —    |

| —  | Не участвовал  |
| НФ | Не финишировал |